# Hayashi Hōkoku
Hayashi Hōkoku est un nom japonais traditionnel ; le nom de famille (ou le nom d'école), Hayashi, précède donc le prénom (ou le nom d'artiste).
Hayashi Hōkoku (林鳳谷), né en 1721 et décédé à l'âge de 53 ans le 22 janvier 1774, est un lettré néo-confucéen, administrateur du système des hautes études du shogunat Tokugawa durant l'époque d'Edo. Il fait partie des lettrés confucéens du clan Hayashi.
Il sert le shogun Tokugawa Yoshimune. En 1747, il participe à accueillir une ambassade coréenne. En 1758, il hérite des propriétés familiales et devient Daigaku-no-kami, le chef du système éducatif national.
Son fils Hayashi Ryūtan meurt jeune à 27 ans et c'est donc son petit-fils Hayashi Hōtan qui lui succède.

## Ouvrages réalisés
- Études de sujets coréens
- Généalogie des Tobu de Corée